# Rörgedackt
Rörgedackt är en orgelstämma inom halvtäckta stämmor. Den tillhör kategorin labialstämmor och har ett röret som går genom stämmans lock.